# Enguerrand al II-lea de Ponthieu
Enguerrand al II-lea (d. 25 octombrie 1053) a fost conte de Ponthieu de la 1052.

## Viața
Enguerrand a fost fiul cel mare și moștenitorul contelui Hugo al II-lea de Ponthieu și al soției acestuia, Berta, moștenitoare a Aumale.
El s-a căsătorit cu Adelaida, fiică a ducelui Robert I de Normandia și soră cu Guillaume Cuceritorul. Însă la un conciliu ținut la Reims în 1049, atunci când căsătoria negociată între ducele Guillaume al II-lea de Normandia și Matilda de Flandra a fost interzisă în baza consanguinității, s-a constatat că Enguerrand se afla în aceeași situație cu Adelaide, fapt care l-ar fi dus în fața excomunicării. Căsătoria se pare că a fost anulată în jur de 1049-1050. El acordase ca zestre Aumale, pe care Adelaida a reținut-o după dizolvarea căsătoriei.
Unchiului lui Guillaume Cuceritorul, Guillaume d'Arques, care la început combătuse împotriva dreptului acestuia asupra Ducatului de Normandia pe bază de ilegitimitate, i se acordase comitatul de Talou ca fief de către duce, însă s-a menținut pe o poziție sfidătoare și din proprie inițiativă a început construirea unui puternic castel la Arques. Enguerrand a fost aliat cu Guillaume d'Arques, în baza căsătoriei celui din urmă cu sora lui Enguerrand. Către 1053 Guillaume d'Arques era deja în revoltă deschisă față de ducele Guillaume, drept pentru care regele Henric I al Franței a venit în ajutorul lui Guillaume d'Arques în invazia asupra Ducatului de Normandia și în încercarea de a salva castelul de la Arques. Ducele Guillaume Cuceritorul a supus asediului castelul respectiv. Pentru salvarea castelului, Enguerrand s-a aflat alături de Henric I, însă la 25 octombrie 1053 a fost ucis, atunci când normanzii au simulat o retragere, în care Enguerrand și companionii săi au fost prinși în ambuscadă, o tactică pe care normanzii o vor folosi din nou cu succes în bătălia de la Hastings.

## Urmași
Enguerrand a fost căsătorit cu Adelaida de Normandia, contesă de Aumale și fiică a ducelui Robert I de Normandia. Cu Adelaida de Normandia, Enguerrand a avut o fiică:
- Adelaida a II-a, contesă de Aumale, căsătorită cu Guillaume de Bréteuil, fiul lui William FitzOsbern, primul earl de Hereford.[10]

Dat fiind că Enguerrand a murit fără a avea urmași masculini, el a fost succedat în poziția de conte de Ponthieu de către fratele său, Guy I.